# Pig foot souse

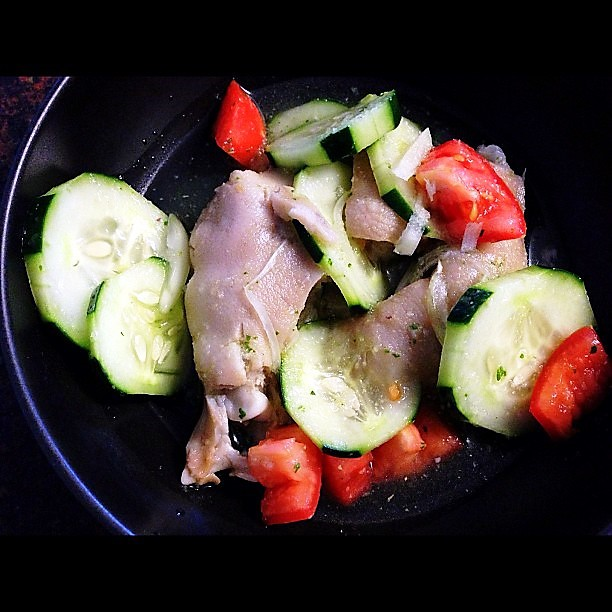
Chicken feet souse

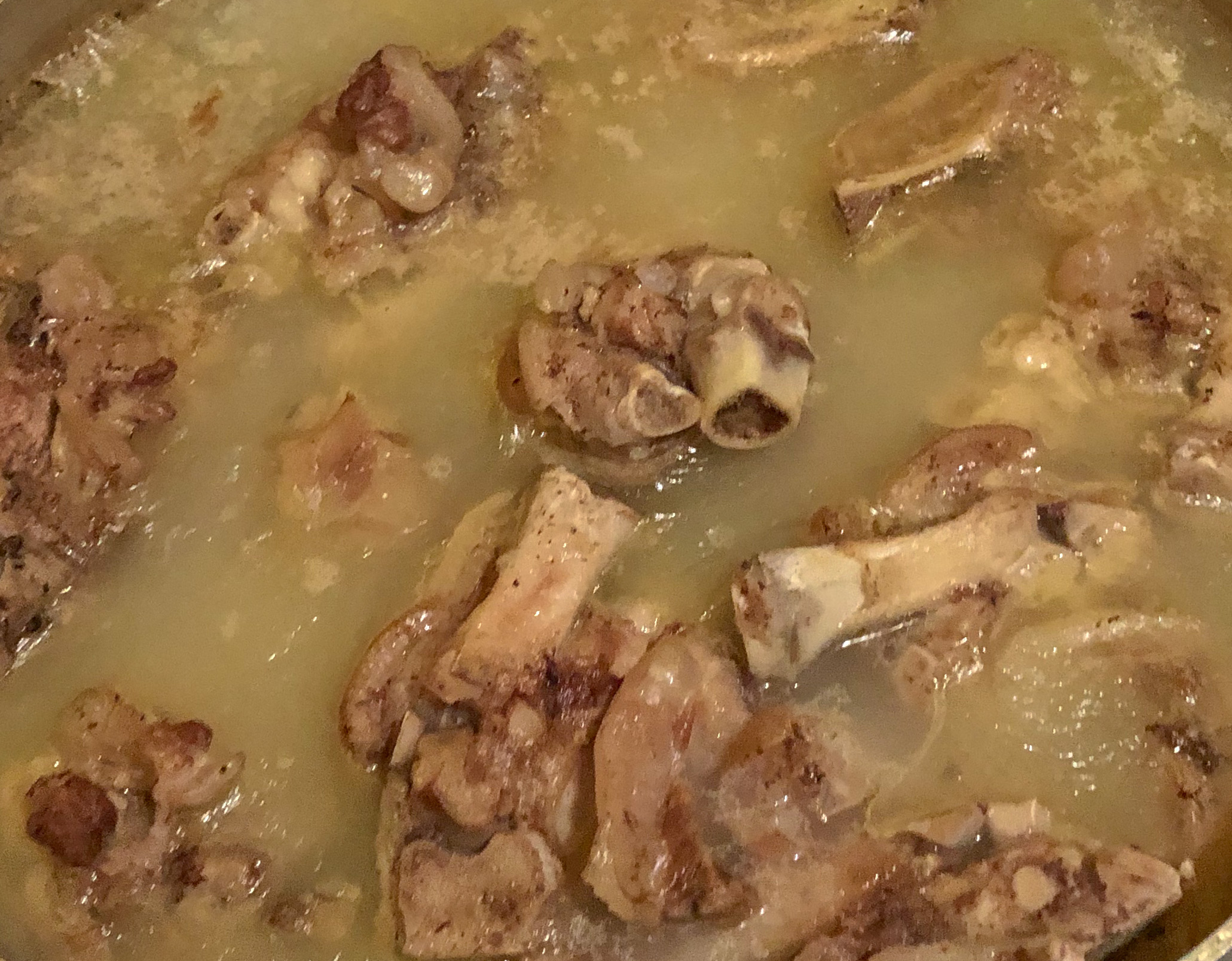
Pig foot souse

Pig foot souse, auch Trotter souse, seltener mit abweichender Hauptzutat Chicken feet souse, ist ein Suppengericht der trinidadischen Küche, das traditionell sonntags als Frühstück gegessen wird.

## Zubereitung
Für die Zubereitung werden in Salzwasser zart gekochte Schweinefüße in eine Sauce aus Wasser, Limettensaft, Zucker, Salz, Pfeffer, klein geschnittenen Chilis und Knoblauch gegeben und mit klein geschnittenen Gurken und Zwiebeln vermengt. Die Suppe muss einige Zeit im Kühlschrank ziehen und wird dann kalt serviert. Übliche Beilagen sind Brot oder Black Pudding, eine ursprünglich mit Schweineblut, heute oft aus Schweineleber hergestellte Blutwurst.
An Stelle der Schweinefüße sind alternative Zutaten möglich. Gängig sind Hühnerfüße, das Gericht heißt dann Chicken feet souse. Vereinzelt werden auch Muschelfleisch oder grüne Bananen verwendet, für Ausländer ungewöhnlich und wegen ihrer langen Kochzeit selten eingesetzt ist Kuhhaut als Hauptzutat. Mögliche zusätzliche Zutaten sind Lauch, Langer Koriander (shadon beni), Lorbeerblätter und Petersilie. In Guyana werden auch weitere minderwertige Teile vom Schwein wie Ohren oder Schnauze verwendet, und der Sud wird um Essig ergänzt.

## Sonntagsgericht
Die deftige, kalte Suppe verliert als traditionelle Sonntagsspeise an Bedeutung, wird auf Trinidad aber noch als Katerfrühstück sowie als leichte, aber würzige Suppe bei Feiern geschätzt; „souse“ bedeutet in der englischen Umgangssprache u. a. „Trunkenbold“. Das Gericht selbst hat dabei seinen Ursprung in der französischen Küche und gelangte in Folge eines Migrationsschubs im 18. Jahrhundert auf die Insel, als im Rahmen der Cedula de populacion, eines Edikts des spanischen Ministers José de Gálvez y Gallardo, ab 1783 die verstärkte Ansiedlung französischer Bürger auf der bis 1797 spanischen Insel Trinidad gestattet wurde und dadurch ein signifikanter Bevölkerungszuwachs und eine rasch ansteigende Wirtschaftsleistung der Insel ermöglicht wurde. Die heutige Darreichungsform wurde von der kreolischen Küche beeinflusst. Minderwertige Fleischstücke haben in der trinidadischen Küche eine große Bedeutung in Rezepten, die auf die Küche der afrikanischstämmigen Sklaven zurückgeht. Diese erhielten nach dem Schlachten zur Selbstversorgung die unbeliebten Teile der Schlachttiere.